# Siêu âm y khoa
Siêu âm y khoa là một phương tiện thường được dùng để chẩn đoán các bệnh nội khoa và sản khoa. Đó là một kỹ thuật dùng sóng siêu âm có tần số cao tạo ra hình ảnh y học về cấu trúc bên trong cơ thể con người. Nhờ đó bác sĩ có thể xem được, chẳng hạn trong trường hợp phụ nữ có thai, sự phát triển của bào thai, hay chẩn đoán bệnh tật.

## Kỹ thuật

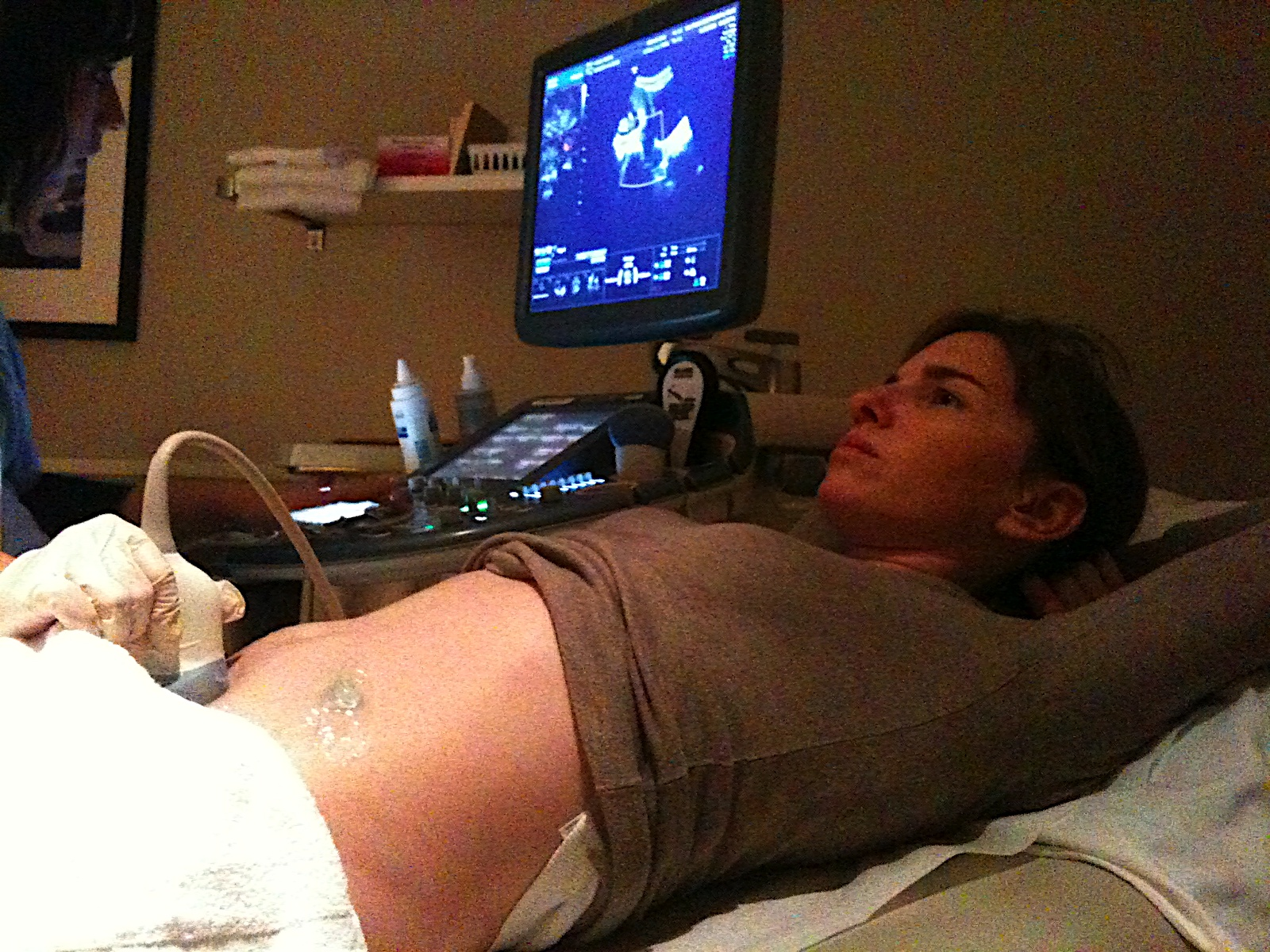
Khám nghiệm siêu âm của một phụ nữ mang thai

đo siêu âm van tim hai lá

Siêu âm là sóng âm thanh có tần số cao hơn so với những âm thanh mà người có thể nghe được (> 20,000 Hz), trong y khoa thường từ 1 đến 12 Mega Hertz (MHz) (1 MHz tương đương với một triệu xung động trong một giây). Khi bác sĩ dùng đầu dò để tì sát lên da, nó phát ra các làn sóng siêu âm vào mô. Đầu dò cũng thu nhận siêu âm phản hồi từ mô, được máy phân tích tạo thành hình ảnh có thể thấy được trên màn hình.

## Lợi điểm
Siêu âm rẻ tiền và không hại cho cơ thể, không bị nhiễm tia như trường hợp dùng X-Quang.

## Ứng dụng
Siêu âm y khoa được dùng trong sản khoa, xem xét sự phát triển, phát hiện những bất thường đối với thai nhi.
Siêu âm tim được dùng để đánh giá hầu hết các bệnh màng ngoài tim. Nó có thể cung cấp cho các bác sĩ lâm sàng những thông tin quan trọng về khối lượng dịch, tác động của dịch màng ngoài tim đối với hệ thống tuần hoàn.
Trong chẩn đoán bệnh lý tiền liệt tuyến, nếu bất thường thì kích thước sẽ to hơn bình thường, hoặc có trường hợp bị vôi hóa, hoặc có nang. Siêu âm cũng được dùng để chẩn đoán một số bệnh khác liên quan đến túi mật như dày thành túi mật, lắng cặn trong túi mật, sỏi túi mật, tắt nghẽn ống túi mật, viêm túi mật mãn tính, viêm túi mật cấp tính, thủng túi mật, u túi mật, ung thư túi mật, hoặc những bất thường khác trong túi mật. Nó cũng đượ dùng để chẩn đoán các bệnh lý khu trú ở thận như: nang thận, sỏi thận, áp xe thận, thận ứ nước.